# Потоцкий, Павел Стефанович
Граф Павел Стефанович Потоцкий (пол. Paweł Potocki) (? — 1674) — польский военачальник, каштелян каменецкий; польский писатель XVII века; автор сочинения о России в царствование Алексея Михайловича. Из рода Потоцких.

## Биография
Второй сын брацлавского воеводы Стефана Николаевича Потоцкого (1568—1631) и дочери Молдавского господаря Иеремии Могилы — Марии Амалии (1591—1638). Павел Потоцкий получил прекрасное образование на родине и в иностранных университетах, особенно интересовался историей и ораторском искусством. Павел рано, но не вполне удачно, начал писать и ещё будучи студентом Падуанского университета и издал в 1642 году в Венеции труд «Exercitationes oratoriae in secessu Patavino lucubratae». Следующим трудом Потоцкого, изданным в Кракове в 1646 году, был «Historico-politicus sive quaestiones historicae et civiles, ex III libris primae decadis Titi Livii Pat. Hist. Rom concinnatae». По окончании образования за границей, Потоцкий служил в военной службе и принимал деятельное участие в войнах поляков с Россией и казаками.
В 1649 году Павел Потоцкий стал дворянином при дворе короля Яна-Казимира Вазы. Принимал участие в его военных походах. Потоцкий не отличался жалостью к побежденным — он сжег город Бар и перерезал всех его жителей, за что Богдан Хмельницкий собирался посадить его на кол. В одном, неудачном для поляков, сражении 1655 года Потоцкий был взят в плен и отведен в Москву, где и прожил пленником двенадцать с половиной лет.
После победы, одержанной его родственником Станиславом «Реверой» Потоцким под Чудновым над русскими войсками, Павел Потоцкий едва не сделался жертвой народного раздражения. Впрочем, благодаря своему уму и дипломатическим способностям, а также благодаря поддержке со стороны известного боярина Афанасия Лаврентьевича Ордина-Нащокина, Павел Потоцкий стал пользоваться благосклонностью и доверием царя Алексея Михайловича, перед которым сумел, несмотря на своё положение пленника, отстаивать польские интересы.
Царь принял участие в судьбе Павла Потоцкого и, когда умерла в Польше его жена — Эльжбета Ярмолинская, посватал за него одну из самых близких ко двору московских боярышень — Елену Петровну Салтыкову, родную дочь начальника Малороссийского Приказа боярина Петра Михайловича (тетку царицы Прасковьи Феодоровны, матери императрицы Анны Иоанновны). Этот брак еще более упрочил положение Потоцкого, и с тех пор он стал своим человеком в придворном обществе.
Благодаря уму и наблюдательности, он вникал во все подробности тогдашней московской жизни, поскольку они были ему доступны, и интересовался всем, начиная с законов и религиозных обрядов и кончая обычаями домашней жизни. После заключения Андрусовского мира, Павел Потоцкий в 1667 году был освобожден из 14-летнего плена и отправился на родину в сопровождении сильно увеличившегося к тому времени его семейства. Жена его не перешла в Польше в католицизм, как свидетельствуют некоторые историки, но посещала латинские храмы, приняла имя Элеоноры и навсегда осталась на родине своего мужа.
Назначенный по возвращении из плена вновь каменецким каштеляном, сенатором и личным секретарем короля, Потоцкий был вскоре отправлен посланником к папе Клименту X в Рим, где снискал себе всеобщее уважение и любовь всех, с кем имел дело, как вследствие своей разносторонней образованности, так особенно благодаря своему уменью обращаться с людьми и той вежливости, которая составляла отличительную черту его характера.
В 1670 году в Данциге Потоцкий издал свои воспоминания о пребывании в России, которые, вместе с дополнениями общего характера, составили краткую историю Московского государства, вышедшую под заглавием: «Moschovia, sive brevis narratio de moribus Magnae Russorum Monarchiae animadvertionibus civilibus et politicis documentis moderno regnorum et rerumpublicarum statui accommodata». В этом сочинении Потоцкий познакомил своих соотечественников со всеми сторонами русской жизни. В особом отделе: «Proceres Maioris subsellii vulgo Sclavonica lingua „Boiare Dumnoi“ appellati quasi palatini» он дает иногда резкую, но вообще справедливую и беспристрастную характеристику вельмож царствования Алексея Михайловича. Полнее и лучше всего охарактеризованы Потоцким бояре: Афанасий Лаврентьевич Ордин-Нащокин, Богдан Матвеевич Хитрово и князь Никита Иванович Одоевский. Заканчивается сочинение Потоцкого списком окольничих (castellani) Алексеевского царствования. В том же году в Кракове Потоцкий издал последнее своё сочинение: «Saeculum bellatorum et togatorum, vel Centuria clarissimorum virorum polonorum et lithuanorum», в котором дал прекрасные характеристики своих выдающихся соотечественников.
Умер Павел Потоцкий осенью 1674 года. От него происходит ветвь графов Потоцких, известная под именем «примасовской» или «Золотой Пилявы». Полное собрание сочинений графа Потоцкого издано в Варшаве в 1747 году стараниями графа Иосифа Андрея Залуского под заглавием «Opera omnia Pauli Comitis in Aureo Potok Pilavitae Potocki, Palatinadae Braclaviensis, Castellani Camenecensis in Podolia, Senatoris Regni Poloniae etc.». Ф. B. Булгарин, которому не было известно это сочинение, напечатал в «Северном Архиве» 1825 года (№ XX и XXII) перевод конца «Московской истории» Потоцкого: «Характеристики вельмож и знатных людей в царствование Алексея Михайловича», но со значительными сокращениями.

## Семья
- Отец — Стефан Потоцкий — брацлавскоий воевода;
- Мать — Мария Амалия Могила (1591—1638);
- Братья — староста снятинский Пётр (ум. 1648) и воевода брацлавский Януш (ум. 1676);

Был дважды женат. 1-я жена — Эльжбета Ярмолинская (? — ?)
- Дети от первого брака: Юзеф Станислав (ум. 1722), каштелян каменецкий и киевский

До 1661 года в русском плену вторично женился на Елене Петровне Салтыковой (после принятия католичества — Элеонора Потоцкая) (ум. после 1691), дочери московского боярина Петра Михайловича Салтыкова. Дети от второго брака:
- Александр Ян Потоцкий (ум. 1714), воевода смоленский
- Теодор Потоцкий (ок. 1664—1738), архиепископ гнезненский и примас Польши
- Стефан Потоцкий (ум. 1730), воевода поморский и мазовецкий, маршалок надворный коронный
- Якуб Потоцкий (ум. 1715), староста чигиринский
- Михаил Потоцкий (ум. до 1709), генерал-майор литовских войск, подстолий великий литовский
- Пётр Ян Потоцкий (ум. 1726), каштелян белзский и воевода черниговский
- Эльжбета Потоцкая, 1-й муж ловчий великий литовский Фабиан Щанявский, 2-й муж подчаший заторский Антоний Гродзицкий
- Анна Потоцкая, 1-й муж подскарбий надворный коронный Михаил Флориан Ржевуский, 2-й муж подчаший черниговский Каспер Куницкий
- Доминик Потоцкий